# Denis Canuel
Denis Canuel, född 22 oktober 1962, är en kanadensisk bågskytt. Han deltog vid olympiska sommarspelen 1988.